# Оболенский, Фёдор Михайлович Чёрный
Фёдор Михайлович Оболенский по прозванию Чёрный — князь, боярин во времена правления Ивана IV Васильевича Грозного.
Сын князя Михаила Константиновича Оболенского Сухорукого.

## Биография
Числился по Новгороду, Глинского погоста, в дворовых 3-й статьи (1550). Пожалован в московские дворяне (1550). Подписался на поручной записи по князю Ивану Дмитриевичу Бельскому, с ручательством в 100 рублях. Пожалован в бояре (1562). Сопровождал Государя в его Полоцком походе (декабрь 1562).
Имел двух бездетных сыновей, которые оба назывались Чёрными-Оболенскими:
- старший: Никита Фёдорович — голова в Передовом полку под Феллином (1560), рында в государевом походе к Можайску и далее к Полоцку (1562).
- младший: Андрей Фёдорович — 2-й воевода на берегу у Серпухова (1562), рында в путешествии Государя в Новгород (1563), 2-й воевода правой руки на берегу у Серпухова (1565)[1].